# Bibliothèque du docteur Faustroll
La bibliothèque du Docteur Faustroll, constituée de « vingt-sept volumes dépareillés, tant brochés que reliés » est une bibliothèque idéale pataphysique décrite au chapitre IV des Gestes et opinions du docteur Faustroll, pataphysicien, ouvrage romanesque d'Alfred Jarry.

## La bibliothèque dans lesGestes
La bibliothèque du Docteur Faustroll, sa seule possession hormis quelque mobilier restreint, est constituée des titres suivants:
1. Un tome d'Edgar Poe traduit par Charles Baudelaire.
2. Le second tome des Œuvres de Cyrano de Bergerac, contenant l’Histoire des États et Empires du Soleil et l’Histoire des oiseaux.
3. L’Évangile selon Luc en grec.
4. Le Mendiant ingrat de Léon Bloy.
5. The Rime of the ancient Mariner de Samuel Taylor Coleridge.
6. Le Voleur de Georges Darien.
7. Le Serment des petits hommes de Marceline Desbordes-Valmore.
8. Enluminures de Max Elskamp.
9. Un volume dépareillé du Théâtre de Florian.
10. Un volume dépareillé des Mille et Une Nuits traduits par Antoine Galland.
11. Scherz, Satire, Ironie und tiefere Bedeudung de Christian Dietrich Grabbe.
12. Le Conte de l'or et du silence de Gustave Kahn.
13. Les Chants de Maldoror de Lautréamont.
14. Aglavaine et Sélysette de Maurice Maeterlinck.
15. Vers et prose de Mallarmé.
16. Gog de Catulle Mendès.
17. L’Odyssée d'Homère, dans l'édition Teubner.
18. Babylone de Joséphin Peladan.
19. Rabelais.
20. L’Heure sexuelle de Jean de Chilra.
21. La Canne de jaspe d'Henri de Régnier.
22. Illuminations d'Arthur Rimbaud.
23. La Croisade des Enfants de Marcel Schwob.
24. Ubu roi d'Alfred Jarry[2].
25. Les Campagnes hallucinées d'Émile Verhaeren.
26. Sagesse de Paul Verlaine.
27. Voyage au centre de la Terre de Jules Verne.

Ces vingt-sept livres, qualifiés au quatrième chapitre de « pairs » puis au huitième d'appartenant au « petit nombre des élus », sont donc les plus importants selon Faustroll. Celui-ci choisit d'emporter dans son exil un élément de chacun d'entre eux : une anecdote, un personnage, parfois même une seule lettre (« d'Ubu roi, la cinquième lettre du premier mot du premier acte »).

## Une bibliothèque idéale
Selon Hubert Juin, cette liste semble au premier abord assez peu cohérente. En effet, elle mêle aux fondamentaux (Homère, Rabelais, La Bible, Les Mille et une nuits) et aux grands textes étrangers traduits par Jarry (Coleridge, Grabbe) des ouvrages plus confidentiels. Ces derniers doivent leur présence à leur lien aux Gestes (Verne, Bergerac), à leur lien affectif à Jarry (Rachilde, Desbordes-Valmore), mais surtout à leur importance dans la littérature de la fin du XIXe siècle (Darien, Bloy, Maeterlinck, Kahn, Lautréamont, Mallarmé, Mendès, Péladan, Régnier, Rimbaud, Schwob, Verlaine, Verhaeren) selon Jarry, qui était armé du désir de recréer la littérature. Cette liste est donc un « tableau complet » de la littérature du temps de Jarry, révélant les « goûts et préférences de cet auteur que hantaient les prestiges d'une érudition « torve ».